# Calcio ai Giochi della XXIX Olimpiade - Qualificazioni al torneo femminile
Qualificazioni al torneo olimpico femminile di calcio 2008

## Qualificazioni
Un totale di dodici squadre prenderà parte alla fase finale del torneo olimpico. La Cina è qualificata automaticamente come paese ospitante. Il resto delle partecipanti sarà composto da:
- Tre squadre europee
- Una o due squadre sudamericane
- Due squadre da Nord e Centro America e Caraibi
- Una o due squadre africane
- Due squadre asiatiche
- Una squadra dall'Oceania

Nota: Le squadre seconde qualificate di Sud America e Africa si incontreranno in uno spareggio per aggiudicarsi l'ultimo posto disponibile.

## UEFA (Europa)
L'UEFA ha annunciato che le tre squadre europee meglio piazzate (tranne l'Inghilterra che non può partecipare alle Olimpiadi) al Campionato mondiale femminile di calcio 2007 in Cina si qualificheranno alle Olimpiadi.
Alla fine si sono qualificate alle olimpiadi Germania e Norvegia mentre la Svezia e la Danimarca si sono dovute affrontare in uno spareggio qualificazione. Alla fine hanno prevalso le svedesi che si sono qualificati così alle olimpiadi.
| Squadra 1 | Tot | Squadra 2 | And / 08.11.2007 | Rit / 28.11.2007 |
| --------- | --- | --------- | ---------------- | ---------------- |
| Danimarca | 3–7 | Svezia    | 2–4              | 1–3              |

## CONMEBOL (Sud America)
La CONMEBOL ha annunciato che la prima classificata al Sudamericano Femenino 2006 in Argentina si qualificherà direttamente alle Olimpiadi mentre la seconda classificata disputerà uno spareggio di qualificazione contro la seconda classificata nel torneo di qualificazione africano. Il torneo è stato vinto dall'Argentina che si è qualificata così alle Olimpiadi mentre il Brasile, secondo, si è qualificato allo spareggio.

## CONCACAF (America del Nord e Centrale e Caraibi)

### America centrale
Si disputeranno due incontri di andata e ritorno, con le vincenti che si scontreranno tra loro per accedere al girone finale. Gli incontri di andata si disputeranno il 6 e 7 ottobre 2007, quelli di ritorno il 13 e 14 ottobre 2007. Gli incontri tra le due squadre vincenti si disputeranno il 20 e il 27 ottobre 2007.
| Squadra 1   | Tot | Squadra 2  | Andata | Ritorno |
| ----------- | --- | ---------- | ------ | ------- |
| Panama      | rit | Costa Rica | -      | -       |
| El Salvador | 1–5 | Nicaragua  | 1–2    | 0–3     |

| Squadra 1 | Tot | Squadra 2  | Andata | Ritorno |
| --------- | --- | ---------- | ------ | ------- |
| Nicaragua | 0–9 | Costa Rica | 0–3    | 0–6     |

### Caraibi
Due squadre si qualificheranno al girone finale.
Il sistema riportato dall'associazione calcio di St. Vincent e le Grenadine prevede due fasi a gironi da disputarsi a fine ottobre 2007. Nella prima fase ci saranno quattro gironi (3 da quattro squadre e uno da tre), con le vincenti di ogni girone che si affronteranno in un singolo girone del secondo turno.

#### Gruppo 1 (Suriname)
| Squadra                   | G | V | N | P | GF | GS | DR  | Pti |
| ------------------------- | - | - | - | - | -- | -- | --- | --- |
| Trinidad e Tobago         | 3 | 3 | 0 | 0 | 19 | 1  | +18 | 9   |
| Suriname                  | 3 | 2 | 0 | 1 | 17 | 6  | +11 | 6   |
| Grenada                   | 3 | 1 | 0 | 2 | 4  | 13 | −9  | 3   |
| Saint Vincent e Grenadine | 3 | 0 | 0 | 3 | 2  | 22 | −20 | 0   |

2 ottobre 2007
| Trinidad e Tobago | 9–0 | Saint Vincent e Grenadine |
| Suriname          | 6–1 | Grenada                   |

4 ottobre 2007
| Trinidad e Tobago | 6–0  | Grenada                   |
| Suriname          | 10–1 | Saint Vincent e Grenadine |

7 ottobre 2007
| Grenada  | 3–1 | Saint Vincent e Grenadine |
| Suriname | 1–4 | Trinidad e Tobago         |

#### Gruppo 2 (Repubblica Domenicana)
| Squadra                   | G | V | N | P | GF | GS | DR  | Pti |
| ------------------------- | - | - | - | - | -- | -- | --- | --- |
| Cuba                      | 3 | 3 | 0 | 0 | 37 | 1  | +36 | 9   |
| Rep. Dominicana           | 3 | 2 | 0 | 1 | 22 | 2  | +20 | 6   |
| Isole Vergini Americane   | 3 | 1 | 0 | 2 | 5  | 18 | −13 | 3   |
| Isole Vergini Britanniche | 3 | 0 | 0 | 2 | 0  | 43 | −43 | 0   |

3 ottobre 2007
| Rep. Dominicana | 4–0  | Isole Vergini Americane   |
| Cuba            | 21–0 | Isole Vergini Britanniche |

5 ottobre 2007
| Cuba            | 14–0 | Isole Vergini Americane   |
| Rep. Dominicana | 17–0 | Isole Vergini Britanniche |

7 ottobre 2007
| Isole Vergini Americane | 5–0 | Isole Vergini Britanniche |
| Rep. Dominicana         | 1–2 | Cuba                      |

#### Gruppo 3 (Antigua e Barbuda)
| Squadra           | G | V | N | P | GF | GS | DR  | Pti |
| ----------------- | - | - | - | - | -- | -- | --- | --- |
| Giamaica          | 3 | 3 | 0 | 0 | 24 | 0  | +24 | 9   |
| Bermuda           | 3 | 2 | 0 | 1 | 12 | 4  | +8  | 6   |
| Antigua e Barbuda | 3 | 1 | 0 | 2 | 3  | 16 | −13 | 3   |
| Dominica          | 3 | 0 | 0 | 3 | 0  | 19 | −19 | 0   |

3 ottobre 2007
| Giamaica          | 4–0 | Bermuda  |
| Antigua e Barbuda | 3–0 | Dominica |

5 ottobre 2007
| Bermuda           | 8–0  | Dominica |
| Antigua e Barbuda | 0–12 | Giamaica |

7 ottobre 2007
| Giamaica          | 8–0 | Dominica |
| Antigua e Barbuda | 0–4 | Bermuda  |

#### Gruppo 4 (Isole Cayman)
| Squadra      | G | V | N | P | GF | GS | DR | Pti |
| ------------ | - | - | - | - | -- | -- | -- | --- |
| Porto Rico   | 2 | 2 | 0 | 0 | 5  | 0  | +5 | 6   |
| Haiti        | 2 | 1 | 0 | 1 | 3  | 3  | 0  | 3   |
| Isole Cayman | 2 | 0 | 0 | 2 | 2  | 7  | -5 | 0   |

24 ottobre 2007
| Isole Cayman | 0–4 | Haiti |

26 ottobre 2007
| Haiti | 0–1 | Porto Rico |

28 ottobre 2007
| Isole Cayman | 2–3 | Porto Rico |

#### Secondo turno
| Squadra 1  | Tot  | Squadra 2         | And. | Rit. |
| ---------- | ---- | ----------------- | ---- | ---- |
| Porto Rico | 2–2* | Trinidad e Tobago | 1–2  | 1–0  |
| Cuba       | 0–3  | Giamaica          | 0–1  | 0–2  |

- Nota - Trinidad & Tobago qualificata alle finali CONCACAF per la regola dei gol in trasferta. Anche se ha giocato entrambe le partite fuori casa, la gara di ritorno fu considerata partita in casa per il Trinidad & Tobago. Porto Rico segnò un gol contro i due del Trinidad & Tobago nella gara d'andata, così il Trinidad & Tobago si qualificò.

### Girone finale
6 squadre si qualificheranno per il girone finale.
- Stati Uniti
- Messico
- Canada
- Costa Rica
- Trinidad e Tobago
- Giamaica

## CAF (Africa)
La CAF ha annunciato che la competizione preliminare è stata divisa in quattro fasi. Le prime tre a eliminazione diretta e la quarta a gironi.

### Turno preliminare
Andata giocata dal 27 al 29 ottobre 2006. Ritorno giocato dal 10 al 12 novembre 2006.
| Squadra 1     | Tot  | Squadra 2 | Andata | Ritorno |
| ------------- | ---- | --------- | ------ | ------- |
| Angola        |      | Tanzania* |        |         |
| Mozambico     | 12–5 | Comore    | 7–2    | 5–3     |
| Guinea-Bissau | 2–4  | Guinea    | 1–1    | 1–3     |
| * Benin       |      | Namibia   |        |         |
| * Uganda      |      | Eritrea   |        |         |

* = ritirate

### Primo turno
Andata giocata il 17 e 18 febbraio 2007. Ritorno giocato dal 9 all'11 marzo 2007. Eritrea e Marocco hanno giocato il loro incontri il 10 e il 24 marzo 2007.
| Squadra 1          | Tot  | Squadra 2    | Andata | Ritorno |
| ------------------ | ---- | ------------ | ------ | ------- |
| Angola             | 1–4  | Ghana        | 1–2    | 0–2     |
| Guinea Equatoriale | 4–5  | Sudafrica    | 2–1    | 2–4     |
| Liberia            | 0–5  | Etiopia      | 0–3    | 0–2     |
| Nigeria            | -    | Senegal*     | -      | -       |
| Mozambico          | 1–12 | Algeria      | 0–3    | 1–9     |
| Eritrea            | 4–4  | Marocco      | 3–2    | 1–2     |
| Namibia            | 5–8  | RD del Congo | 3–3    | 2–5     |
| Guinea             |      | Zimbabwe     | 1–6    |         |

* = ritirate

### Secondo turno
Andata giocata dall'1 al 3 giugno 2007. Ritorno giocato dal 15 al 17 giugno 2007.
| Squadra 1 | Tot | Squadra 2    | Andata | Ritorno |
| --------- | --- | ------------ | ------ | ------- |
| Ghana     | 4–1 | RD del Congo | 3–1    | 1–0     |
| Algeria   | 1–6 | Nigeria      | 1–0    | 0–6     |
| Sudafrica | 5–3 | Zimbabwe     | 2–1    | 3–2     |
| Marocco   | 2–2 | Etiopia      | 0–1    | 2–1     |

### Girone finale
Incontri disputati tra il 27 luglio 2007 e il 14 marzo 2008. L'Etiopia si è ritirata.
| Squadra   | Pti | G | V | Pa | Pe | GF | GS | DR |
| --------- | --- | - | - | -- | -- | -- | -- | -- |
| Ghana     | 3   | 3 | 0 | 0  | 4  | 1  | +3 | 9  |
| Nigeria   | 2   | 1 | 0 | 1  | 5  | 1  | +4 | 3  |
| Sudafrica | 3   | 0 | 0 | 3  | 1  | 8  | −7 | 0  |
| Etiopia   | –   | – | – | –  | –  | –  | –  | –  |

27 luglio-29 luglio 2007
| Nigeria | 5–0 | Sudafrica                                         |
| Etiopia | 1–3 | Ghana Annullata in seguito al ritiro dell'Etiopia |

10 agosto-12 agosto 2007
| Ghana     | 1–0 | Nigeria                                      |
| Sudafrica | –   | Etiopia rinviata a settembre e poi annullata |

26 agosto 2007
| Sudafrica | 0–1 | Ghana |

7 dicembre-9 dicembre 2007
| Ghana | 2–1 | Sudafrica |

15 febbraio-17 febbraio 2008
| Sudafrica | – | Nigeria |

14 marzo-16 marzo 2008
| Nigeria | – | Ghana |

## AFC (Asia)

### Primo turno
Il gruppo A è stato disputato come un play-off con incontri di andata e ritorno, con le vincenti promosse al turno successivo. I gruppi B e C sono stati disputati come gironi a 4 squadre.

#### Gruppo A
Andata disputata il 17 febbraio 2007. Ritorno disputato il 25 febbraio 2007.
| Squadra 1     | Tot | Squadra 2  | Andata | Ritorno |
| ------------- | --- | ---------- | ------ | ------- |
| Hong Kong     |     | Giordania* |        |         |
| Corea del Sud | 8–0 | India      | 5–0    | 3–0     |

Hong Kong avanzò alla fase finale dopo il ritiro della Giordania dal torneo. Gli incontri di andata e ritorno della finale si sono svolti il 10 e il 18 marzo 2007 rispettivamente.
| Squadra 1 | Tot | Squadra 2     | Andata | Ritorno |
| --------- | --- | ------------- | ------ | ------- |
| Hong Kong | 3–2 | Corea del Sud | 2–2    | 1–0     |

#### Gruppo B
| Squadra                      | Pti | G | V | Pa | Pe | GF | GS | DR  |
| ---------------------------- | --- | - | - | -- | -- | -- | -- | --- |
| Thailandia (paese ospitante) | 9   | 3 | 3 | 0  | 0  | 15 | 0  | +15 |
| Vietnam                      | 6   | 3 | 2 | 0  | 1  | 8  | 1  | +7  |
| Singapore                    | 3   | 3 | 1 | 0  | 2  | 6  | 8  | −2  |
| Maldive                      | 0   | 3 | 0 | 0  | 3  | 0  | 20 | −20 |

19 febbraio 2007
| Maldive    | 0–6 | Singapore |
| Thailandia | 1–0 | Vietnam   |

21 febbraio 2007
| Thailandia | 5–0 | Singapore |
| Vietnam    | 5–0 | Maldive   |

23 febbraio 2007
| Vietnam    | 3–0 | Singapore |
| Thailandia | 9–0 | Maldive   |

#### Gruppo C
| Squadra                         | Pti | G | V | Pa | Pe | GF | GS | DR  |
| ------------------------------- | --- | - | - | -- | -- | -- | -- | --- |
| Australia                       | 9   | 3 | 3 | 0  | 0  | 20 | 1  | +19 |
| Taipei cinese (paese ospitante) | 6   | 3 | 2 | 0  | 1  | 4  | 8  | −4  |
| Birmania                        | 1   | 3 | 0 | 1  | 2  | 1  | 4  | −3  |
| Uzbekistan                      | 1   | 3 | 0 | 1  | 2  | 1  | 13 | −12 |

21 febbraio 2007
| Taipei cinese | 2–0 | Uzbekistan |
| Australia     | 2–0 | Birmania   |

23 febbraio 2007
| Taipei cinese | 1–0  | Birmania  |
| Uzbekistan    | 0–10 | Australia |

25 febbraio 2007
| Taipei cinese | 1–8 | Australia |
| Uzbekistan    | 1–1 | Birmania  |

### Secondo turno
Incontri disputati dal 7 aprile al 12 agosto 2007.

#### Gruppo A
| Squadra       | Pti | G | V | Pa | Pe | GF | GS | DR  |
| ------------- | --- | - | - | -- | -- | -- | -- | --- |
| Giappone      | 16  | 6 | 5 | 1  | 0  | 27 | 3  | +24 |
| Corea del Sud | 8   | 6 | 2 | 2  | 2  | 8  | 12 | −4  |
| Thailandia    | 7   | 6 | 2 | 1  | 3  | 7  | 11 | −4  |
| Vietnam       | 3   | 6 | 1 | 0  | 5  | 3  | 19 | −16 |

7 aprile 2007
| Giappone      | 2–0 | Vietnam    |
| Corea del Sud | 0–1 | Thailandia |

15 aprile 2007
| Thailandia | 0–4 | Giappone      |
| Vietnam    | 1–2 | Corea del Sud |

3 giugno 2007
| Giappone | 6–1 | Corea del Sud |
| Vietnam  | 1–0 | Thailandia    |

10 giugno 2007
| Corea del Sud | 2–2 | Giappone |
| Thailandia    | 5–0 | Vietnam  |

4 agosto 2007
| Thailandia | 1–1 | Corea del Sud |
| Vietnam    | 0–8 | Giappone      |

10 agosto 2007
| Corea del Sud | 2–1 | Vietnam    |
| Giappone      | 5–0 | Thailandia |

#### Gruppo B
| Squadra        | Pti | G | V | Pa | Pe | GF | GS | DR  |
| -------------- | --- | - | - | -- | -- | -- | -- | --- |
| Corea del Nord | 18  | 6 | 6 | 0  | 0  | 51 | 0  | +51 |
| Australia      | 12  | 6 | 4 | 0  | 2  | 40 | 5  | +35 |
| Taipei cinese  | 6   | 6 | 2 | 0  | 4  | 12 | 31 | −19 |
| Hong Kong      | 0   | 6 | 0 | 0  | 6  | 1  | 68 | −67 |

7 aprile 2007
| Australia      | 15–0 | Hong Kong     |
| Corea del Nord | 8–0  | Taipei cinese |

15 aprile 2007
| Taipei cinese | 0–10 | Australia      |
| Hong Kong     | 0–14 | Corea del Nord |

3 giugno 2007
| Corea del Nord | 2–0 | Australia |
| Taipei cinese  | 6–0 | Hong Kong |

10 giugno 2007
| Australia | 0–2 | Corea del Nord |
| Hong Kong | 0–6 | Taipei cinese  |

4 agosto 2007
| Hong Kong     | 1–8 | Australia      |
| Taipei cinese | 0–6 | Corea del Nord |

12 agosto 2007
| Australia      | 7–0  | Taipei cinese |
| Corea del Nord | 19–0 | Hong Kong     |

## OFC (Oceania)
OFC: La vincitrice dei Giochi del Pacifico 2007, la Papua Nuova Guinea, ha sconfitto la Nuova Zelanda in un doppio spareggio per un posto alle Olimpiadi.
| Squadra 1          | Tot | Squadra 2     | And. | Rit. |
| ------------------ | --- | ------------- | ---- | ---- |
| Papua Nuova Guinea | –   | Nuova Zelanda | 2-0  | 4-2  |